# Rio Roosevelt
Der Rio Roosevelt ist ein linker Nebenfluss des Rio Aripuanã im brasilianischen Amazonasgebiet. Er ist circa 750 km lang.

## Flusslauf
Der Rio Roosevelt entspringt 10 km nördlich von Vilhena im Bundesstaat Rondônia auf einer Höhe von etwa 600 m. Der Rio Roosevelt fließt in nördlicher Richtung durch das Amazonasbecken. Der mittlere Flussabschnitt liegt im Bundesstaat Mato Grosso, der untere im Bundesstaat Amazonas. Am Unterlauf liegt der Nationalpark Campos Amazônicos. Auf dem Rio Roosevelt gibt es starke Stromschnellen und Wasserfälle.

## Geschichte
Entdeckt wurde der Fluss 1909 vom brasilianischen Abenteurer Cândido Rondon, der ihm damals den Namen Rio da Dúvida („Fluss des Zweifels“) gab. 1913–1914 suchte Rondon den Fluss erneut auf. Ziel dieser zweiten Expedition, die als Roosevelt-Rondon Scientific Expedition bekannt ist, war es, zu klären, ob der Rio da Dúvida in den Amazonas mündet. Rondon wurde vom ehemaligen US-amerikanischen Präsidenten Theodore Roosevelt begleitet, zu dessen Ehren er den Fluss umbenannte.
Da die Aussprache von „Roosevelt“ im lusophonen Raum als schwierig empfunden wird, wird der Rio Roosevelt manchmal auch als Rio Teodoro bezeichnet.

## Die größten Zuflüsse
Zu den größten Zuflüssen gehören (flussabwärts):
- Tenente Marques (rechts)
- Río Branco (links)
- Río Madeirinha (links)